# Надприродне (телесеріал)
«Надприро́дне» (англ. Supernatural) — культовий американський телесеріал 2005—2020 років, що поєднує в собі елементи містики, драми, детективу й жахів. Головними героями є брати Вінчестери — Дін (Дженсен Еклз) і Сем (Джаред Падалекі), які полюють на демонів, привидів, перевертнів, вампірів, інших монстрів та борються з небезпечними наслідками паранормальних явищ.
|  | Дін Вінчестер про життя мисливців за монстрами: «Наше життя відстій. „Ми полюємо на монстрів…“ Якого дідька?! Коли нормальні люди бачать монстра, вони тікають. Але не ми. Ні, ні, ми розшукуємо тварюк, які хочуть нас убити… або зжерти нас. Знаєш, хто цим займається?! Психи! Ми ненормальні! До всього, ще ця гидотна їжа, паршиві номери готелів… І ще та офіціантка із дивним висипом на стоянці вантажівок. Хто захоче таке життя, Семе?! Ні, серйозно! Тобі і правда подобається стирчати зі мною у машині по вісім годин на день? Кожен божий день! Я так не думаю. Я їжджу дуже швидко. І слухаю ті ж самі п'ять альбомів. Знову, знову і знову. Я їм підспівую! Я дію на нерви, я знаю. А ти! Ти псуєш повітря! З'їси половину буріто і стаєш токсичним. Забудь про все це». |

Ідея існування паранормального, надприродного, що зображена у серіалі, подібна за змістом до таких телесеріалів, як «Чи боїшся ти темряви?», «Зона сутінків», «Цілком таємно» і багатьох інших.

## Виробництво і показ

### Перші сезони (1—5)
Прем'єра серіалу відбулася 13 вересня 2005 року на каналі WB. У 2006 році телекомпанія The WB об'єдналася з каналом UPN під назвою CW, і другий сезон серіалу продовжився 28 вересня 2006 року вже на новому каналі CW. В Україні перший сезон серіалу «Надприродне» транслювався каналом 1+1 у 2007 році (в нічний час).
Автор ідеї та продюсер серіалу Ерік Кріпке розробив концепцію серіалу, розраховану на три сезони (Вінчестери знаходять демона-вбивцю матері та знешкоджують його, під час пошуків брати змагаються із монстрами, що «живуть» у відомих американських міських легендах). Проте через популярність телесеріалу та прохання глядачів «Надприродного» продюсери вирішили продовжити серіал на 4—5 сезони, а згодом і на подальші сезони.
Унаслідок страйку кіно- і телесценаристів (почався в листопаді 2007 року) під загрозою опинилося знімання третього та четвертого сезонів «Надприродного». Як результат, третій сезон складається з рекордно малої кількості епізодів (16 серій, зазвичай — 22–23 серії). Однак 3 березня 2008 року офіційні представники телеканалу CW повідомили, що четвертий сезон телесеріалу «Надприродне» відбудеться. Прем'єрний епізод «незапланованого» сезону показаний 18 вересня 2008 року.

### 6—7 сезони

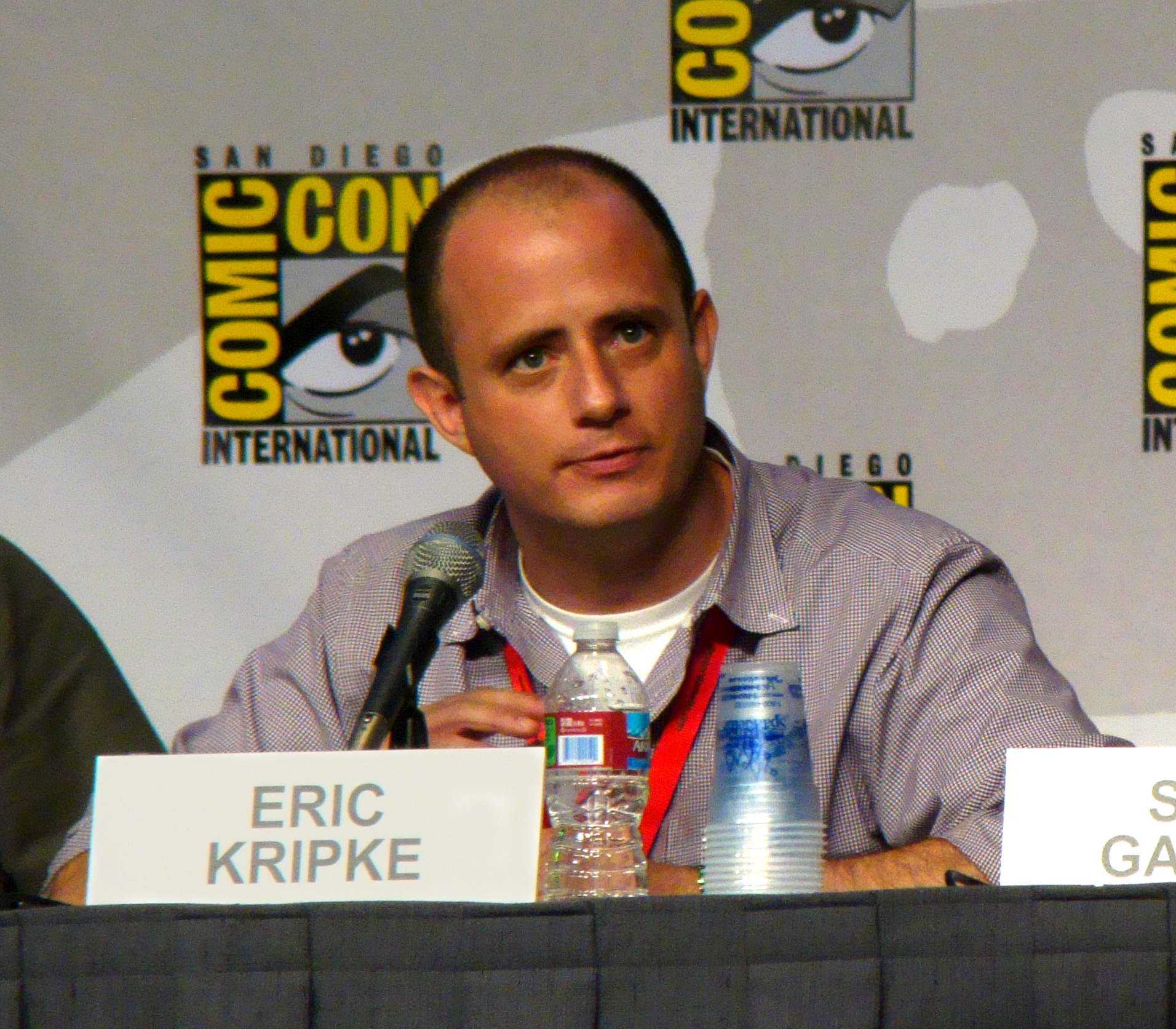
Творець серіалу Ерік Кріпке

10 вересня 2009 року, після початку п'ятого сезону «Надприродного», творець серіалу Ерік Кріпке висловився щодо можливості шостого сезону, але також він заявив, що це буде вже нова історія, новий розділ, приблизно, як перехід із другого сезону в третій, коли з'явився новий головний антигерой. Тоді ж, після 5-го сезону, Ерік Кріпке пішов з посади шоуранера.
Навесні 2010 року нова президентка телеканалу CW Доун Острофф підтвердила інформацію щодо прийняття рішення про знімання 6-го сезону «Надприродного», в якому з'являться декілька нових персонажів. Виробники серіалу, крім іншого, намагалися експериментувати — цікавий факт: режисером епізоду 6.04 «Вихідні в Бобі» став виконавець головної ролі актор Дженсен Еклз (який загалом зняв 6 серій «Надприродного» у 2010—2019 роках). Надалі, окрім «Діна Вінчестера», режисерами різних епізодів були актори серіалу Річард Спейт-молодший (11 серій у 2015—2020 роках), що грає роль архангела Габріеля (Гавриїла), Міша Коллінз (епізод 9.17 у 2014 році) — янгол Кастіель (Кастиїл) у серіалі, Аманда Таппінг (4 серії в 2017—2019) — лідер янголів Наомі та інші.
Завдяки популярності та високим рейтингам серіалу, в 2011 році було оголошено про 7-й сезон. Цей сезон виявився одним із найневдаліших та обділеним увагою глядачів, тому продовження серіалу «Надприродне» знову опинилося під питанням.

### 8—11 сезони
У 2012 році виконавча продюсерка телесеріалу «Надприродне» Сера Ґембл пішла у відставку, її місце посів новий продюсер Джеремі Карвер, який випустив восьмий сезон телешоу та подальші, від 9 до 11-го. Показ серіалу перенесений на вечір четверга. Восени 2013 року розпочався показ 9-го сезону серіалу «Надприродне» на каналі CW, у 2014 — десятого, у 2015 — 11-го.

### 12—14 сезони
У 12-й сезон повернувся Роберт Сінгер, який став шоуранером разом із Ендрю Даббом. У березні 2016 року оголошено продовження низки популярних серіалів телеканалу CW, серед яких — 12-й сезон «Надприродного». Також ЗМІ повідомили про контракти акторів Дженсена Еклза і Джареда Падалекі з CW на 13-й сезон «Надприродного» (2017—2018 роки), показ якого розпочався 12 жовтня 2017 року. Наприкінці березня 2018 року керівництво телеканалу CW та автори й актори повідомили про плани на подовження телешоу «Надприродне» у 14-му сезоні. Показ нового сезону з 20-ти епізодів розпочався 11 жовтня 2018 року. 7 лютого 2019 року вийшов ювілейний, 300-й епізод, режисером якого став автор телесеріалу Роберт Сінгер.

### 15-й сезон

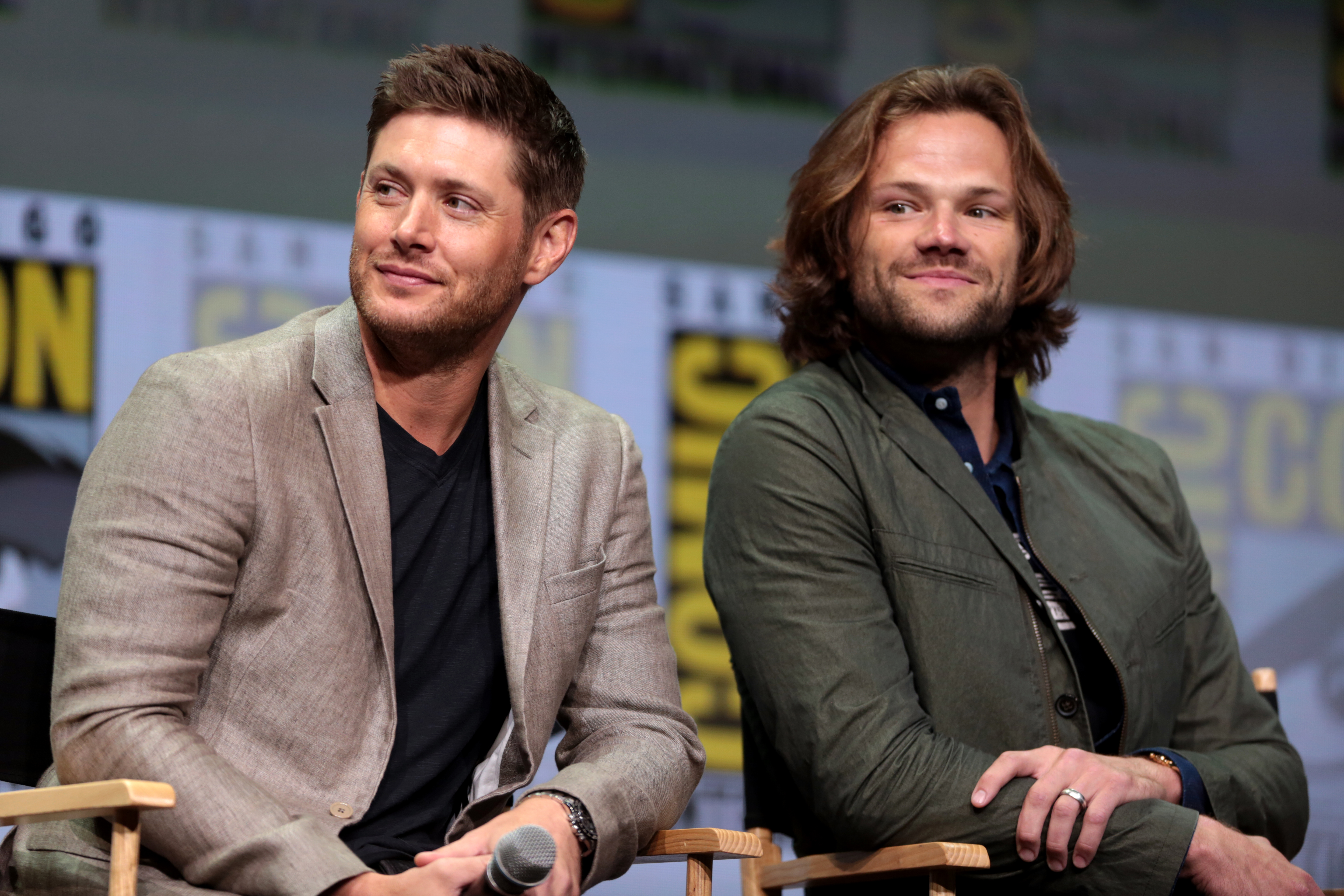
Виконавці головних ролей серіалу

Наприкінці січня 2019 року президент CW Марк Педовіц оголосив про продовження «Надприродного» на 15-й сезон у 2019—2020 роках. У березні 2019 року було оголошено, що 15 сезон стане завершальним для серіалу.
10 жовтня 2019 року розпочався показ фінального 15-го сезону. Заплановано було 20 епізодів до травня 2020 року, але через пандемію коронавірусу COVID-19 після виходу 23 березня 2020 року 13-ї серії «Дитя долі» (англ. Destiny's Child) прем'єра перервалася на невизначений термін.
У травні телеканал CW оголосив графік виходу нових серіалів та поновлення поточних, відповідно до якого вихід фіналу 15-го сезону запланований на осінь 2020 року. 31 серпня телеканал повідомив, що прем'єрний показ останніх семи епізодів відбудеться з 8 жовтня 2020 року, фінал серіалу запланований на 19 листопада 2020 року. Перед показом фінального епізоду «Продовжуй!» (англ. Carry On) вийшов спеціальний випуск «Надприродне: Довгий шлях додому» (англ. Supernatural:The Long Road Home) з оглядом всієї історії серіалу та інтерв'ю з акторами і членами знімальної групи.

## Показ в Україні
Український телеканал «1+1», що розпочав показ серіалу «Надприродне» у 2007 році, випустив в ефір два сезони.
Телеканал «К1» показав третій і четвертий сезони «Надприродного».
П'ятий і шостий сезони транслювалися телеканалом «ТЕТ».
Офіційне українське озвучення 7 і з 9-14 сезонів транслюється «Новим каналом».

## Українське закадрове озвучення

### Багатоголосе закадрове озвучення студії 1+1
Ролі озвучували: Євген Пашин, Володимир Терещук, Євген Нищук, Андрій Твердак, Михайло Жонін,
Олена Яблочна, Катерина Брайковська, Юлія Перенчук

### Багатоголосе закадрове озвучення студії Так Треба Продакшн
Ролі озвучували: Анатолій Пашнін, Олександр Шевчук, Сергій Ладесов, Роман Семисал, Дмитро Терещук, Дмитро Гаврилов, Кирило Татарченко, Олена Бліннікова, Наталя Задніпровська, Анастасія Павленко

## Список епізодів
| Сезон | Сезон | Епізоди | Дата показу     | Дата показу       | Телеканал |
| Сезон | Сезон | Епізоди | Прем'єра        | Фінал             | Телеканал |
| ----- | ----- | ------- | --------------- | ----------------- | --------- |
|       | 1     | 22      | 25 вересня 2005 | 4 травня 2006     | The WB    |
|       | 2     | 22      | 28 вересня 2006 | 17 травня 2007    | The CW    |
|       | 3     | 16      | 4 жовтня 2007   | 15 травня 2008    | The CW    |
|       | 4     | 22      | 18 вересня 2008 | 14 травня 2009    | The CW    |
|       | 5     | 22      | 10 вересня 2009 | 13 травня 2010    | The CW    |
|       | 6     | 22      | 24 вересня 2010 | 20 травня 2011    | The CW    |
|       | 7     | 23      | 23 вересня 2011 | 18 травня 2012    | The CW    |
|       | 8     | 23      | 3 жовтня 2012   | 15 травня 2013    | The CW    |
|       | 9     | 23      | 8 жовтня 2013   | 20 травня 2014    | The CW    |
|       | 10    | 23      | 7 жовтня 2014   | 20 травня 2015    | The CW    |
|       | 11    | 23      | 7 жовтня 2015   | 25 травня 2016    | The CW    |
|       | 12    | 23      | 13 жовтня 2016  | 18 травня 2017    | The CW    |
|       | 13    | 23      | 12 жовтня 2017  | 17 травня 2018    | The CW    |
|       | 14    | 20      | 11 жовтня 2018  | 25 квітня 2019    | The CW    |
|       | 15    | 20      | 10 жовтня 2019  | 19 листопада 2020 | The CW    |

## Сюжет

### Перший сезон
Перший сезон в ефірі у США почався з 13 вересня 2005 року і закінчився 4 травня 2006. Перші 16 епізодів показували в ефірі по вівторках о 21:00, наступні серії були перенесені на четвер.
Двадцять два роки тому (2 листопада 1983 року) брати Вінчестери (Дін та Сем) втратили свою матір і загинула вона за жахливих і нез'ясованих обставин. Як з'ясувалося, жовтоокий демон Азазель забрав її та спалив будинок родини. Батько встиг урятувати хлопчаків, та шансів на нормальне життя в них не лишилося. Охоплений жагою помсти, Джон Вінчестер вирішив виховати з хлопців справжніх воїнів, солдатів, які зможуть не просто гідно битися з могутнім злом, а й навчаться вбивати його. Він навчив синів розпізнавати будь-яку нечисть і зробив з них найдосвідченіших мисливців на демонів.
Минають роки, і хлопчики об'єднуються, щоб знайти батька, Джона, який зник на полюванні. Їх батько не є типовим мисливцем: він полює на надприродних істот (примар, вампірів, духів). По дорозі, Сем і Дін рятують невинних людей, борються з істотами, привидами, і збирають докази про місцезнаходження свого батька. Сем дізнається, що у ньому розвиваються надприродні здібності і видіння, як вони подорожують. Вони врешті-решт знаходять і возз'єднуються зі своїм батьком, який розповідає, що їхню матір багато років тому вбив демон Азазель. Єдине, що може вбити його, — це легендарний пістолет, створений Семюелем Кольтом. Тому вони разом вирушають на пошуки цієї зброї, яка може вбити демонську істоту одним пострілом.

### Другий сезон
Другий сезон має 22 епізоди, які показували по четвергах о 21:00 у США, починаючи з 28 вересня 2006 року і закінчуючи 17 травня 2007.
У наступному сезоні Сем і Дін продовжують полювання на демона Азазеля, який спричинив пожежу, викликавши загибель їх матері, а пізніше, подруги Сема, Джесіки. Вони отримують допомогу від нових союзників Еллен, Джо, і Еша. Частина генерального плану Азазеля — це зібрати дітей, таких як Сем, щоб вони воювали один з одним, щоб визначити переможця, який поведе армію демонів. Це призводить до смерті Сема і Дін укладає угоду з демоном перехрестя, щоб воскресити Сема в обмін на його душу, яка буде забрана до пекла після закінчення одного року. Азазель відкриває портал в пекло, і сотні демонів і душ тікають. За допомогою духа Джона Вінчестера, який втік з пекла через портал, Дін, нарешті, вбиває Азазеля з Кольта і портал закривається. Брати Вінчестери і їх союзники вирушають полювати на демонів, які вирвалися з пекла.

### Третій сезон
Третій сезон складається з 16 епізодів, які показували по четвергах о 21:00 у США, починаючи з 4 жовтня 2007 і закінчуючи 15 травня 2008 року.
З найлютішим ворогом роду людського і сім'ї Вінчестерів зокрема — із жовтооким демоном покінчено. Але ворота пекла були відкриті і шоу під назвою «Апокаліпсис» вже почалося — сотні демонів вирвалися на свободу, над світом нависла серйозна загроза. І знову у братів Вінчестерів повно роботи. А час невблаганно біжить вперед, відраховуючи 365 днів, що залишилися у Діна, після угоди з Червоноокою демоншою, яка повернула до життя його брата.

### Четвертий сезон
Сезон починається із шокуючого повернення Діна Вінчестера з пекла (1 серія). Після свого повернення він хоче знайти того, хто витягнув його. Згодом він все ж знаходить, ним виявився ангел Кастіель.
Наприкінці четвертого сезону «Надприродного» Сем мимоволі пошкодив останню печатку, яка тримала бранця Люцифера в Пеклі. Тепер Люцифер на свободі, Апокаліпсис наближається, та янголи готуються до захопливої фінальної битви. На тлі безкінечних стихійних лих та людських смертей, Сем та Дін за допомогою янгола Кастіеля мусять віднайти спосіб зробити неможливе: вбити диявола!

### П'ятий сезон
У п'ятому сезоні телесеріалу Люцифер звільняється з клітки, коли ламається остання печатка, і тепер він бажає прискорити Апокаліпсис, йому в цьому допомагають чотири вершники Апокаліпсису — Війна, Голод, Чума і Смерть. Згідно з пророцтвом Люцифер має битись зі своїм власним братом Михаїлом в тілах Сема та Діна. Сем нібито має стати оболонкою Люцифера, а Дін — Михаїла. Але увійти в ці тіла вони можуть лиш з дозволу Сема і Діна. Всі демони і значна частина янголів вмовляють братів змиритись з долею, проте Вінчестери готові боротись до останнього. Брати вирішують закрити Люцифера знову в клітці в Пеклі, а для цього їм потрібні персні вершників Апокаліпсису, що відкривають ворота в Пекло. Вони перемагають трьох вершників і відбирають у них персні, а зі Смертю вони змогли домовитись і той віддає їм свій перстень. Люцифер зміг вселитись в тіло Сема під час закляття відкриття клітки, але Михаїл не зміг заволодіти тілом Діна. Натомість група янголів воскресила Адама — зведеного брата Вінчестерів і той стає заміною Діну. Під час останньої битви Люцифер в тілі Сема вбиває Кастіеля, Бобі і жорстоко б'є Діна. Тим часом, коли Люцифер і Михаїл збираються битись, Діну вдається знову відкрити ворота клітки, Сем повертається до тями, коли його погляд падає на іграшкового солдатика, що він колись залишив у вікні машини. Сем стрибає в клітку, потягнувши за собою Михаїла в тілі Адама. Кастіель повертається до життя в новому чині серафима, він зцілює Діна і воскрешає Бобі. Після цього Дін, як і обіцяв братові, вирушає до своєї колишньої дівчини Лізи. Всі події супроводжуються монологом Чака-пророка, який врешті-решт дописує книгу про Вінчестерів і розчиняється в повітрі … Увечері того ж дня Дін вечеряє з Лізою і її сином Беном, а на вулиці раптом гасне ліхтар… Чути гуркіт грому, і ми бачимо цілого і неушкодженого Сема, що дивиться на брата…

### Шостий сезон
У шостому сезоні події показані через рік після того, як Сем стрибнув до клітки разом з Люцифером. Дін намагається жити звичайним життям з Лізою і її сином, забувши про полювання. Але несподівано з'являються Джини, які бажають помститися за втрату родича. Вони отруюють Діна, але від смерті його рятує… Сем. Дін дізнається, що Сем і його дідусь незрозумілим чином воскресли рік тому і відтоді займаються полюванням на нечисть. Приєднавшись до їх загону, Дін зауважує деякі дивні риси в поведінці Сема. За допомогою Кастіеля він дізнається, що у Сема відсутня душа — вона все ще замкнена в клітці з Люцифером і Михаїлом. Незабаром стає відомо, що Сема воскресив демон Кроулі, який після зникнення Люцифера став головним у пеклі. Шантажуючи їх душею Сема, він змушує братів ловити для нього всіляку нечисть, щоб вивідати, де знаходиться чистилище. Але їм це швидко набридає, і вони, заручившись допомогою Кастіеля, проникають в лігво Кроулі, щоб змусити його повернути Сему душу. Але той зізнається, що не в силах це зробити. Кастіель спалює людські останки Кроулі, і демон вмирає. Дін використовує перстень, який йому дала Смерть, щоб зв'язатися з нею. Він просить її повернути душу його брата. Смерть вимагає натомість надати йому одну послугу — стати смертю на 24 години, не знімаючи перстня. Дін погодився, але не впорався із завданням. Але все ж, Смерть повертає Сему його душу. Коли Сем приходить до тями, з'ясовується, що він нічого не пам'ятає з моменту ув'язнення Люцифера. Дін не знаходить в собі сміливості розповісти братові про так звану «стіну», яка не дає Сему згадати, що відбувалося з ним останні півтора року. Брати знову починають полювання на нечисть. Але Сем сам все дізнається від Кастіеля і вирішує виправити все, що накоїв за минулий рік. Відносини між братами знову набувають старого теплого характеру. Але з'являється інша проблема. Брати зіштовхуються з новим монстром — Євою, матір'ю всіх надприродних істот (крім демонів та привидів). Єва має намір створити нових тварин, щоб винищити рід людський, щоб помститися за страждання, які заподіював її дітям Кроулі. Вінчестери дізнаються, що знищити Єву можна тільки прахом Фенікса. За цією рідкісною речовиною брати вирушають у минуле, у часи Дикого Заходу. Фенікс — це надприродна істота у тілі місцевого бандита. В минулому Вінчестери знайомляться з Семюелем Кольтом, який створив легендарний пістолет. Пізніше брати вбивають Фенікса і насилу видобувають його прах. Дін вбиває Єву, але перед смертю Мати відкрила братам правду — Кроулі живий і досі плекає мрію відкрити Чистилище, щоб отримати безмежну міць душ, що там знаходяться. А допомагає йому в цьому … Кастіель. Бунтівний янгол вирішив піти на угоду з демоном, щоб, нарешті, покласти край «громадянській війні» на Небесах.
Дін важко переживає зраду Каса, але незважаючи на їх дружбу, вирішує перешкодити янголу відкрити Чистилище. Кроулі робить відчайдушний крок, щоб затримати братів і викрадає Лізу і Бена. За допомогою Кастіеля Вінчестери рятують заручників, і Дін наполягає, щоб Кас стер їм пам'ять про все, що з ним пов'язано. Ліза і Бен забувають, що коли-небудь були знайомі з Діном або чим-небудь надзвичайним.
Пізніше Кастіель останній раз попереджає братів не заважати йому в здійсненні свого плану. Коли вони відмовляються, Кас вирішує зруйнувати стіну в пам'яті Сема. Це призводить до того, що Сем впадає в кому і його свідомість розпадається. Щоб повернутися в реальність йому потрібно знайти і повернути свої спогади. Для цього йому доведеться зіткнутися з самим собою бездушним і з самим собою, що пам'ятає Пекло. Здолавши свої темні сторони, Сем знаходить сили прокинутися.

### Сьомий сезон
Перша серія нового, сьомого сезону оповідає про те, що Кастіель все ж не Бог, а як висловився Смерть: «усього лише янгол-мутант». Дін і Сем допомагають Кастіелю позбутися більшості душ, які рвуть його тіло на частини. Але серія закінчується тим, що найжахливіші створіння опановують Кастіеля. Ці жахливі створіння — левіафани, яких Господь створив задовго до янголів і людей. Незабаром Левіафани розуміють, що тіло звичайного радіоведучого не здатне винести в собі тисячу тварюк. Кастіель гине, а Левіафани спливають в різні кінці планети, розчиняючись у водних ресурсах. Левіафани через воду вселяються в тіла людей і уподобують одну з клінік. Сема починають переслідувати видіння за участі Люцифера, в яких той переконує Сема, що все, що оточує Сема — ілюзія, а насправді той досі в клітці з Люцифером. Дін хвилюється за брата, розуміючи, що за вдаваним спокоєм Сема ховається болісне катування розуму. В ході полювання Сем наштовхується на випадок, тісно пов'язаний з подією, що сталася багато років тому. Діну доводиться приймати непросте рішення. У четвертій серії брати зустрічаються з єгипетським богом Осірісом, який влаштовує суд для Діна, зважуючи його «промахи» (загиблі безневинні) і «добрі справи» (врятовані душі). Все б нічого, якби не вічне «самопожирання» Діна і величезне почуття провини. Головний «туз» Осіріса переховувався в монстрові, якого Дін вбив серією раніше. Цей монстр — колишня подружка Сема. Після зустрічі через десять років після знайомства вона запевняє Сема, що вбиває лише для своєї дитини і, коли той вилікується, вона припинить цю справу. Брат просить Діна не вбивати її, «якщо ти не віриш їй, повір хоча б мені». Спочатку здається, що Дін довірився брату. Але в кінці серії ми переконуємося в тому, що мисливець не зраджує своїм правилам, вбиваючи монстра. Йдучи з квартири після вбивства, він стикається з сином покійної, який присягається першому, що відплатить йому, як тільки підросте. Наступна справа братів пов'язана з конфліктуючою подружньою парою. Все б нічого, але від сварки відьмака і відьми добра не чекай. Виплутавшись із непростої ситуації, Вінчестери зіштовхуються з Левіафанами, які полюють на них. Але від вірної смерті їх рятує вищезгаданий відьмак, паралізуючи монстра закляттям на кілька діб. Інші ж Левіафани приміряють на себе вигляд братів і холоднокровно розстрілюють людей у всіх містах, де були брати, при цьому показуючи своє (тобто Діна і Сема) тіло в кожну камеру. Вся Америка шукає братів, а тим часом Бобі за допомогою шерифа Міллз нарешті знаходить спосіб зупинити Левіафанів. Брати вбивають своїх двійників, але перед смертю лже-Дін розповідає Сему, що Дін, незважаючи на прохання брата, вбив його подружку-монстра. Сем, висловившись, йде від брата. Тим часом Кроулі спробував заручитися підтримкою Левіафана, однак, отримавши відмову, зник. Пізніше Бобі гине від рук головного Левіафана, стаючи примарою (про що братам не відомо до 7 сезону 19 серії). Він не хоче вирушати у потойбічний світ, тому тікає від женця, що прийшов за ним, і починає допомагати братам. Сем через свої галюцинації, викликані Люцифером, потрапляє до психлікарні, Дін у розпачі. Зі столу падає книга, і звідти випадає візитна картка хлопця, який може допомогти позбутися видінь в голові Сема (книга падає не випадково, її скидає привид Бобі, щоб допомогти хлопцям). Зателефонувавши за номером на візитці, Дін дізнається, що цей хлопець знає одного лікаря, який зцілює дотиком. Прийшовши до цього цілителя, Дін бачить Кастіеля. Він втратив пам'ять і не знає, хто він. Дін вмовляє його поїхати в лікарню, де Кастіель згадує хто він, і що він накоїв. Щоб спокутувати свою провину, він бере «хворобу» Сема на себе, залишаючись у психлікарні. Сем же видужав. Брати продовжують полювання на Левіафанів. У 7 сезоні 19 серії вони дізнаються, що Бобі привид і він втік від свого женця. Діна це розлютило. Він каже, що все повинно йти своєю чергою. У наступній серії брати одержують лист від Френка, з якого дізнаються, що Френк мертвий і хтось намагається зламати жорсткий диск з його комп'ютера. Брати відстежують його місцезнаходження і з допомогою дівчини-хакера крадуть у Діка Романа якусь валізу. Бобі зупиняє Діка в гонитві за братами. У валізі виявляється Слово Господнє, за яким приходить новоспечений пророк і розшифровує напис на ньому. Тепер Вінчестери знають, як вбити потвор. Для цього потрібна кістка праведника, обмита кров'ю трьох занепалих (янгола, альфи вампірів та короля занепалих душ (Кроулі)). Янголи доставляють пророка додому, де їх вбиває найближчий друг-левіафан Діка Романа. У прикінцевій серії сьомого сезону братам вдається створити зброю і перемогти Діка, але вбивши його, Дін і Кастіель зникають. З'являється Кроулі, який заявляє, що вбивство Діка було частиною його плану. Сем запитує його, де Дін, на що Кроулі відповідає, що використання такої зброї має побічний ефект. Сезон закінчується тим, що Дін і Кастіель виявляються в Чистилищі, де кожна душа — чудовисько. Кастіель зникає, а Дін залишається сам, чудовиська оточують його.

### Восьмий сезон
В 8 сезоні події починаються з прибуття Діна з чистилища на землю після року відсутності, за цей рік багато чого сталося, насамперед, Сем більше не мисливець, а пророк зник разом із королем Пекла Кроулі. Як виявляється, Дін повернувся не сам, а разом з вампіром Бені, з допомогою якого він вибрався із чистилища. Дін знаходить Сема, де й з'ясовується, що Сем більше не мисливець і не робив нічого, щоб витягти брата. Дін розповідає, що Кастіелю не вдалося вибратись з чистилища, але насправді сам Кастіель не хотів іти звідти, оскільки вважав, що так спокутує свою провину. В цьому сезоні сюжет буде обертатись навколо нової скрижалі — Демонської, за допомогою якої можна навіки зачинити ворота в пекло. Вінчестери знаходять пророка та скрижаль, проте його захоплює Кроулі.
У процесі пошуку скрижалі та Кроулі Діну починає ввижатися Кастіель, аж поки він і дійсно не з'являється перед братами, Кас не знає, як він вибрався з чистилища, проте невдовзі з'ясовується, що його звільнили янголи, точніше, керівник одного з таборів — Наомі, оскільки після останнього візиту Кастіеля (де він вбив велику кількість янголів) почалася громадянська війна на небесах, і тепер Кастіель, не пам'ятаючи нічого про зустрічі з Наомі, сліпо виконує її накази. За допомогою Каса Вінчестери знаходять і забирають половину скрижалі і пророка (Кевіна Трена), за допомогою якого вони дізнаються, що потрібно пройти три випробування для того, щоб зачинити ворота Пекла. Весь цей час Сем згадує, як він провів рік з дівчиною, яку він знову покохав, але через повернення брата та інші обставини був змушений поїхати від неї, що й досі не дає йому спокою. Брати починають проходити випробування: 1) Вбити Пекельного пса; 2) Звільнити невинну душу; 3) Вилікувати демона; проте кожне випробування таїть в собі великі небезпеки, а в цей час Кроулі захоплює одного із янголів і за допомогою катувань дізнається про існування Янгольської скрижалі, яка зможе зачинити ворота Раю. Також Вінчестери дізнаються через дідуся, що прийшов до них з минулого, що їхні предки були не просто мисливцями, а таємною організацією з боротьби з надприродним, яка мала в своєму розпорядженні величезні ресурси, які були сховані і дістануться братам, в них тепер буде справжнє секретне сховище, в якому є всі необхідні речі та інформація для боротьби з надприродним. В фіналі сезону брати разом з янголом знаходять писаря Метатрона, який записав всі слова Божі, а після цього переховувався серед людей, з його допомогою вони намагаються пройти останнє випробування. Проте Метатрон не такий, яким здався на перший погляд. В цей час Метатрон з Кастіелем (якого він запевнив у своїй чесності) приступають до плану по захопленню Наомі і Небесної бюрократії. В останній момент з'ясовується, що при виконанні демонських випробувань ворота Пекла зачиняться, але при цьому всі демони залишаться на Землі. Діну вдається вмовити Сема не проходити останнє випробування та не виліковувати Кроулі, проте Метатрон приводить свій план в дію за допомогою Кастіеля, проходить янгольські випробування, вбиває Наомі, скидає Кастіеля на землю та закриває ворота Раю. Ми бачимо Сема та Діна, що бачать, як з неба на землю падають янголи викинуті з раю…

### Дев'ятий сезон
Після випробувань Сем впав у кому. Дін робив все для його відновлення. А коли зрозумів, що це марно, звернувся до всіх янголів і заявив, що Сему погано, він помирає. І він, Дін Вінчестер, готовий прийняти допомогу будь-якого янгола. У підсумку до нього прийшов янгол, що представився йому Ієзекіїлем. Після огляду Сема янгол заявив, що занадто слабкий і зможе вилікувати Сема тільки зсередини. Янгол обманом вселяється в тіло Сема, стирає йому спогади про події. У цей час Кастіель, позбавлений Благодаті, потрапляє на землю. Гарт, мисливець і колишній помічник Діна, стає вервольфом. Кастіель знову стає янголом, забравши Благодать в іншого янгола. Сему стає значно краще, але потім з'ясовується, що в Сема знаходиться зовсім не Езекіїл, а занепалий янгол Гадріель, який в далекому минулому впустив у рай Люцифера і через це був заточений на 700 років в небесну в'язницю. Дін за допомогою друку намагається поговорити з Семом, але янгол змінив друк і зміг втекти, убивши пророка Кевіна за замовленням МЕТАТРОН. Кроулі, Дін і Кастіель виганяють Гадріеля, і той повертається в своє колишнє тіло.
У 15 епізоді Дін і Сем знову зустрічаються з приборкувачем духів і починають полювання на Тонку людину. Кроулі починає співпрацювати з Діном, щоб знайти Перший клинок і вбити лицаря пекла Аббадон. Вони знаходять Каїна, і той передає Діну свою печатку, кажучи, що без печатки від клинка немає користі. Сам же клинок вони знаходять у колишнього охоронця знань. Дін вбиває Аббадон і розуміє, що відчуває тягу до вбивства. Кастіель стає ватажком армії янголів. Янголи говорять Кастіелю, щоб він убив Діна за те, що той убив Тессу, але він відмовляється. У результаті група Каса приєднується до МЕТАТРОН. Гадріель переходить на бік Вінчестерів і Кастіеля.
В останньому епізоді Дін програє сутичку з МЕТАТРОН, який зображує Месію на Землі і називає себе Марфа. Кастіель потрапляє на Небеса і розбиває янгольську скрижаль. У цей час Метатрон пронизує груди Діна янгольським клинком, і той вмирає. Сам Метатрон повертається в Рай, де Кастіель і янголи хапають його і засилають в Небесну в'язницю. Сем доставляє тіло брата в бункер Хранителів Знань і укладає на ліжко, а сам спускається у підвал, де намагається викликати Кроулі. У цей час Король Пекла вже знаходиться поруч з тілом Діна. Він розповідає Вінчестеру, який лежить нерухомо, що Каїн не міг протистояти силі мітки і зважився на самогубство… Але мітка не відпустила його — Каїн повстав у вигляді Лицаря-Демона. Наприкінці епізоду Дін відкриває очі, і глядач бачить у них Пітьму — мисливець став демоном.

### Десятий сезон
За сюжетом Дін став демоном завдяки Кроулі. Він втікає з «печери» його і брата. Сем намагається знайти Діна. На пошуки йде всього два епізоди. У третій серії Сем повертає брата очищенням крові і в кінці епізоду той знову стає людиною. У цій же серії Кроулі допомагає Касу вижити, позаяк благодать того поступово гасне. Уже в четвертій серії брати Вінчестери вирушають на полювання. Залишається тільки позбавити Діна від мітки Каїна, але як це зробити — брати не знають.

### Одинадцятий сезон
Одинадцятий сезон складається з 23 епізодів, які стартували в ефірі 7 жовтня 2015 року та показуються щосереди о 21:00.
Сему і Діну знову доводиться пліч-о-пліч рятувати світ. Цього разу противник сильний як ніколи, Небеса і Пекло в жаху, ім'я цього жаху — Темрява. Зневірившись, Сем посилає молитву Богові, незабаром його починають відвідувати незрозумілі бачення. Темрява проявляє себе у вигляді маленької дівчинки на ім'я Амара. Вона дуже швидко росте завдяки поглинанню душ. Кроулі бере її під свою опіку, але ця затія дуже швидко виходить з-під контролю. Амара весь час йде на Землю пожирати душі людей, стаючи чимраз сильнішою. Кроулі намагається налагодити з нею контакт, але Амара, як і всі підлітки, не погоджується. Сем і Дін збираються вбити Темряву, Кастіель вирішує вирушити на пошуки Метатрона — за його припущеннями, останній повинен володіти інформацією про Темряву. Після того, як Дін пробрався до кімнати Амари, з'явився Кроулі і почав бити старшого Вінчестера. Від смерті його рятує Амара, після отримання величезної шкоди демон розуміє ницість своїх сил і відступає. Тим часом Кастіель дізнається шокуючу інформацію про Темряву: зі слів Метатрону з'ясовується, що для того, щоб Бог створив Усесвіт, йому довелося пожертвувати своїм єдиним родичем, рідною сестрою — Темрявою. Крім цього, Дін відчуває якийсь зв'язок з Амарою, і поступово стає ясно, що Темрява теж живить взаємність до колишнього носія Мітки Каїна. Сема продовжують відвідувати видіння. Він бачить клітку Люцифера, і всі знаки вказують, що туди потрібно повернутися. Щоб нарешті знайти відповіді, Сем разом із Кроулі змушує відьму Ровену знайти заклинання, що дозволяє блокувати сили Люцифера, після чого вони вирушають в перше коло Пекла. Ровена наносить символи на клітку і вимовляє заклинання. З'являється Люцифер, і Сем починає довгу бесіду. Люцифер погоджується допомогти у вирішенні проблем з Темрявою, але йому потрібне вмістилище — така умова архангела. Сем відмовляється, і Люцифер стирає знаки заклинання, переносячи Вінчестера до себе в клітку. Стає ясно, що весь цей час джерелом видінь Сема був Люцифер. З його слів, завдяки звільненню Темряви, клітка була пошкоджена, йому вдалося вибратися і посилати видіння, які, як думав Сем, були від Бога. Дін і Кас прямують в Пекло, щоб допомогти Сему, і Люцифер переносить їх до себе, починається бій. Люцифер намагається переконати Каса в тому, що тільки він здатний здолати Темряву, Ровена вимовляє заклинання, і Люцифер зникає після спалаху яскравого світла. Кроулі наказує покинути Пекло, і брати повертаються на Землю. Трохи пізніше Кас повертається до Кроулі, несподівано стає зрозуміло, що це зовсім не Кас, а Люцифер. Пізніше невеликі флешбеки вносяться ясність, що у відчайдушній надії перемогти Темряву Кастіель уклав угоду із дияволом…

### Дванадцятий сезон
Сезон складається із 23 епізодів, прем'єра відбулася 13 жовтня 2016 — 18 травня 2017 року.
Амара воскрешає Мері Вінчестер і разом з Богом залишає Землю. Кастієль повертається в бункер і разом із Діном і його матір'ю розшукує Сема, якого в це час катує британська хранителька знань.
Кастіель виявляє притулок Тоні Бевелл і повідомляє Діну і Мері, після чого вони намагаються врятувати Сема. Кроулі з Ровеною намагаються повернути Люцифера в клітку, а той знаходить нову посудину — старого рок-музиканта Вінса Вінсента.
Мері з синами береться за мисливські справи, а Кастіель і Кролулі переслідують Люцифера, який захоплює Ровену та примушує її уповільнити руйнування тіла Вінсента.
Сем і Дін стикаються з неймовірними справами: таємницею благочестивої сім'ї, душею Гітлера та нацистами-некромантами, демоном, що убиває одразу кількох мисливців, прокравшись на панахиду.
Люцифер розуміє, що влада рок-кумира над фанатами надає йому надзвичайних можливостей. Вінчестери й Кастіель дізнаються про його плани щодо масового вбивства на таємному концерті.
У пошуках нового тіла та нового рівня влади Люцифер проникає до Білого дому та укладає угоду із президентом США. Мисливці намагаються протистояти дияволу, але Діна й Сема заарештовують за замах на главу держави.
У пошуках нового тіла та нового рівня влади Люцифер проникає до Білого дому та укладає угоду із президентом США. Мисливці намагаються протистояти дияволу, але Діна й Сема заарештовують за замах на главу держави.
Мері намагається врятувати синів і разом з Кастіелем звертається по допомогу до «вбивці янголів» Лілі Сандер, яка відточила свою майстерність у чорній магії задля помсти за свою родину.

### Тринадцятий сезон
Сезон складається із 23 епізодів, прем'єра відбулася 12 жовтня 2017 — 17 травня 2018 року.
Син Люцифера, нефілім Джек, намагається зрозуміти своє місце в боротьбі добра і зла. Вінчестери відкривають паралельний усесвіт, де ангели на чолі із Михаїлом влаштували справжній геноцид людства, і де опиняється Мері.

### Чотирнадцятий сезон
Сезон складається із 20 епізодів, прем'єра відбулася 11 жовтня 2018 — 25 квітня 2019 року.
Після угоди Люцифера й «іншого» Михаїла останній захоплює тіло Діна Вінчестера і розпочинає створення армії для завоювання «цього» світу.
Джек, позбавлений батьком ангельської благодаті намагається жити життям смертної людини та полювати за монстрами разом із Семом і Кастіелєм і мисливцями «іншого» світу.
Нік — посудина Люцифера, позбавлений свого господаря, розслідує вбивство дружини й дочки, але поступово сам перетворюється на жорстокого вбивцю.
За допомогою магії Джеку повертаються сили нефіліма, але він не може їх опанувати. Вінчестери намагаються знешкодити Джека, але подолати його може лише сила, набагато могутніша за сина Сатани.

### П'ятнадцятий сезон
Запланований був сезон із 20 епізодів, показ яких розпочався 10 жовтня 2019 року і мав закінчитися в травні 2020-го, але перервався через пандемію коронавірусу COVID-19 після виходу 23 березня 2020 року 13-ї серії «Дитя долі» (Destiny's Child).
У середині травня президент CW Марк Педовіц повідомив, що із семи останніх епізодів п'ять уже знято і «лежать у бляшанці», але телеканал хоче "закінчити 15 років ["Надприродного"] правильно" — випустити фінальні серії тільки після знімання решти двох епізодів. CW сподівається зняти два останні епізоди наприкінці літа.
Від 5 червня 2020 року 13 перших серій 15-го сезону доступні на стримінговому сервісі Netflix. Існувала ймовірність, що останні 7 епізодів після релізу представлятимуть як «16 сезон».
Фінальні епізоди вийшли в етер 8 жовтня — 19 листопада 2020 року, причому останній («Carry On») отримав наднизький для телесеріалу рейтинг критиків IMDb. Перед демонстрацією заключної серії канал показав годинний документальний телефільм про історію «Надприродного» та його авторів.

## Персонажі

### Основні персонажі
| Актори | Актори             | Персонажі     | Роль у серіалі                                                                               | Опис персонажу | Кількість епізодів                     |
| ------ | ------------------ | ------------- | -------------------------------------------------------------------------------------------- | --- | -------------------------------------- |
|        | Дженсен Еклз       | Дін Вінчестер | Мисливець на нечисть, харизматичний та дотепний старший син Джона та Мері Вінчестерів        | На відміну від молодшого брата, все своє життя Дін ані на хвилину не переставав бути мисливцем на нечисть. Це його життя та його робота, яку він приймає без зайвих питань. Уміє запалювати Zippo одним рухом, має неабиякий смак та користується шаленим успіхом у жінок. Найбільш за все у житті Дін любить свою родину, свій автомобіль (Шевроле Імпала 1967 року) та класичний рок. Найсильніший і найсміливіший серед мисливців на нечисть.         | 327                                    |
|        | Джаред Падалекі    | Сем Вінчестер | Мисливець на нечисть, молодший син Джона та Мері Вінчестерів, «особлива дитина»              | Раціональний, але чуттєвий. Поважає закон і готовий на все заради брата. Сем завжди мріяв жити нормальним життям і ніколи не стикатися з надприродними створіннями, навчався на юриста. Один із найсильніших мисливців. | 327                                    |
|        | Джим Бівер         | Боббі Сінгер  | Мисливець старшого покоління, друг і наставник Вінчестерів                                   | Боббі — один з небагатьох близьких друзів Вінчестерів, давній знайомий їхньої родини, фактично замінив батька Діну та Сему, досвідчений мисливець за нечистю. Саме до нього періодично звертаються за допомогою брати Вінчестери. У хаті Боббі повно книг про окультизм, та й сам він — «ходяча енциклопедія» з надприродного. Саме Боббі є координатором мисливців по всій Америці, координує та супроводжує їхні завдання і надає потрібну інформацію. | 71 (у деяких сезонах — по 1–2 епізоди) |
|        | Міша Коллінз       | Кастіель      | Янгол, колишній небесний воєначальник високого рангу, мисливець за нечистю, друг Вінчестерів | Кастіель — трохи наївний Янгол, що спустився з Небес і вселився в людське тіло, спочатку для того, щоб витягнути душу Діна з пекла, а пізніше — щоб допомагати Діну і Сему в їхніх битвах із демонами. Як й інші янголи, Кастіель володіє надприродними силами — телекінезом, неуразливістю (можна вбити або поранити лише янгольським клинком) і можливістю виганяти демонів із людей. Пізніше став також мисливцем на нечисть.                         | 147 (4–15 сезони)                      |
|        | Марк Шепард        | Кроулі        | Могутній демон, колишній смертний чоловік                                                    | Кроулі — демон, що пізніше став королем пекла, поки люцифер був закритий в клітці з Михаїлом. Має величезну демонську силу, оскільки керує пеклом і живиться душами, що знаходяться там. Ситуаційно стає на сторону Вінчестерів, але може й зрадити будь-кого, якщо бачить у цьому вигоду для себе. | 71 (5–12 сезони)                       |
|        | Александер Калверт | Джек Клайн    | Нефілім, син люцифера                                                                        | Син колишнього архангела-диявола люцифера та смертної жінки, могутній нефілім, що має неймовірні надприродні можливості, але своєю сім'єю вважає Вінчестерів та Кастіеля. | 39 (12–15 сезони)                      |